# Menesida fuscicornis
Menesida fuscicornis là một loài bọ cánh cứng trong họ Cerambycidae.